# Poiseux
Poiseux est une commune française située dans le département de la Nièvre, en région Bourgogne-Franche-Comté.

## Géographie
Poiseux est une commune située dans le département de la Nièvre, dans l’arrondissement de Nevers. La superficie de la commune est de 3 020 hectares. Son altitude varie entre 197 et 335 mètres. Elle compte 334 habitants en 2017.
Le village est implanté à l'ouest du département, à environ 18 km de Nevers, son chef-lieu d'arrondissement. Il est situé à 13 km de Pougues-les-Eaux.
Le sol de la commune est argilo-calcaire.

### Villages, hameaux, lieux-dits, écarts
Outre le bourg, la commune regroupe les hameaux, maisons isolées et lieux-dits suivants : Belouze (la), Chaillant, Champmartin, Contes (les), Fontaine du Bois (la), Fourneau (le), Gare (la), Germenay, Lantrion, Loterie (la), Maison Rouge (la), Marcy, Mauvron, Mornanges (les), Moulin de la Forge (le), Moulin de Mauvron, Petite Forge (la), Place (la), Poisson, Pont de Chaume, Thou, Vieux Château (le), Vieux Moulin, Vingt Jeux et Vrille.

### Transports
- La ligne de Clamecy à Nevers a un arrêt à Poiseux.

### Climat
Pour des articles plus généraux, voir Climat de la Bourgogne-Franche-Comté et Climat de la Nièvre.
En 2010, le climat de la commune est de type climat océanique dégradé des plaines du Centre et du Nord, selon une étude du Centre national de la recherche scientifique s'appuyant sur une série de données couvrant la période 1971-2000. En 2020, Météo-France publie une typologie des climats de la France métropolitaine dans laquelle la commune est exposée à un climat océanique altéré et est dans la région climatique  Centre et contreforts nord du Massif Central, caractérisée par un air sec en été et un bon ensoleillement. 
Pour la période 1971-2000, la température annuelle moyenne est de 11 °C, avec une amplitude thermique annuelle de 15,9 °C. Le cumul annuel moyen de précipitations est de 869 mm, avec 12,1 jours de précipitations en janvier et 8,1 jours en juillet. Pour la période 1991-2020, la température moyenne annuelle observée sur la station météorologique de Météo-France la plus proche, « Guerigny », sur la commune de Guérigny à 4 km à vol d'oiseau, est de 11,7 °C et le cumul annuel moyen de précipitations est de 910,8 mm. 
La température maximale relevée sur cette station est de 42,5 °C, atteinte le 9 août 2003 ; la température minimale est de −14,1 °C, atteinte le 9 février 2012,,. 
Les paramètres climatiques de la commune ont été estimés pour le milieu du siècle (2041-2070) selon différents scénarios d'émission de gaz à effet de serre à partir des nouvelles projections climatiques de référence DRIAS-2020. Ils sont consultables sur un site dédié publié par Météo-France en novembre 2022.

## Urbanisme

### Typologie
Au 1er janvier 2024, Poiseux est catégorisée commune rurale à habitat dispersé, selon la nouvelle grille communale de densité à sept niveaux définie par l'Insee en 2022.
Elle est située hors unité urbaine. Par ailleurs la commune fait partie de l'aire d'attraction de Nevers, dont elle est une commune de la couronne,. Cette aire, qui regroupe 93 communes, est catégorisée dans les aires de 50 000 à moins de 200 000 habitants,.

### Occupation des sols
L'occupation des sols de la commune, telle qu'elle ressort de la base de données européenne d’occupation biophysique des sols Corine Land Cover (CLC), est marquée par l'importance des forêts et milieux semi-naturels (68,1 % en 2018), une proportion identique à celle de 1990 (68,1 %). La répartition détaillée en 2018 est la suivante : forêts (67,3 %), prairies (21,1 %), terres arables (10,7 %), milieux à végétation arbustive et/ou herbacée (0,8 %). L'évolution de l’occupation des sols de la commune et de ses infrastructures peut être observée sur les différentes représentations cartographiques du territoire : la carte de Cassini (XVIIIe siècle), la carte d'état-major (1820-1866) et les cartes ou photos aériennes de l'IGN pour la période actuelle (1950 à aujourd'hui).

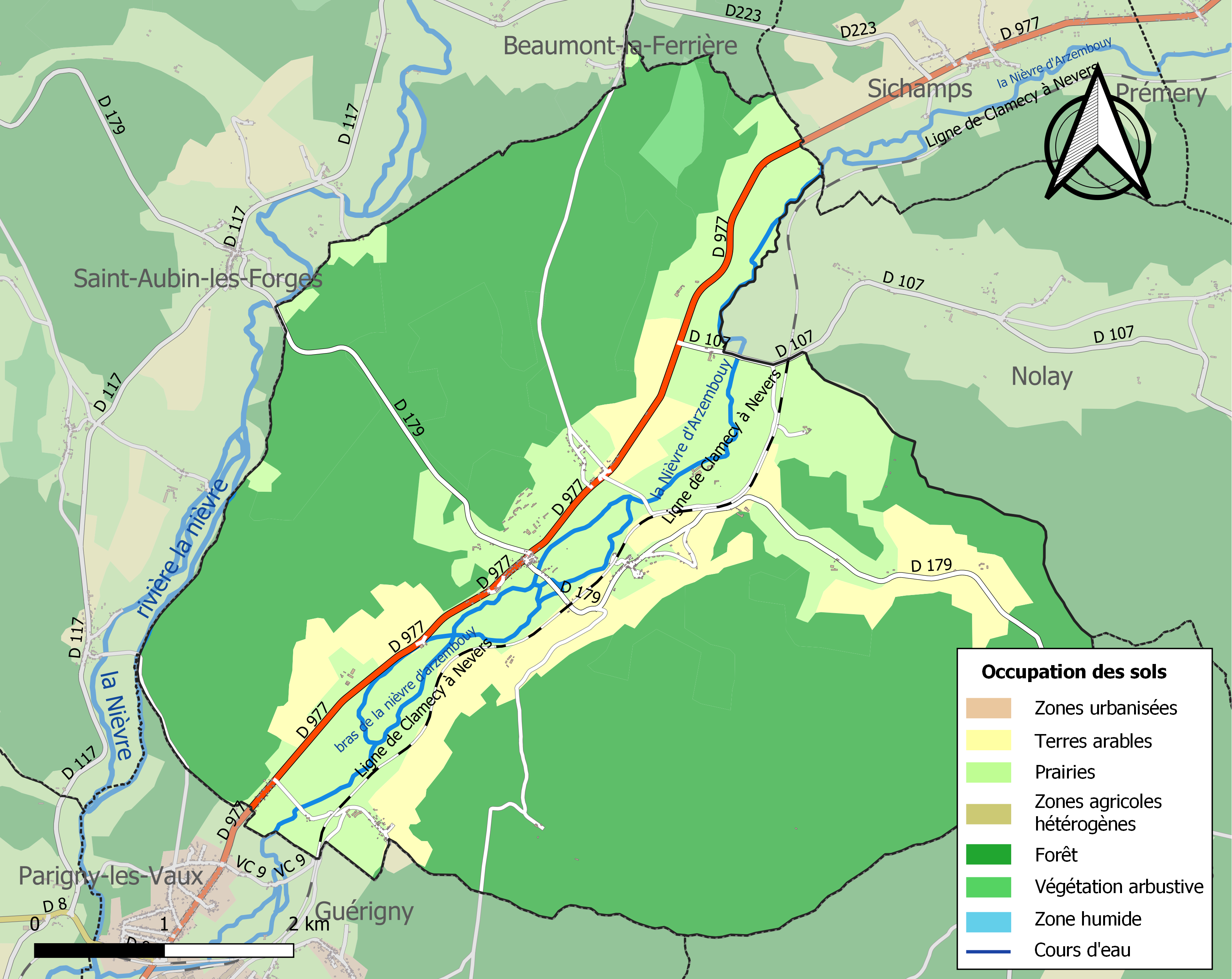
Carte des infrastructures et de l'occupation des sols de la commune en 2018 (CLC).

## Toponymie
Le nom de la commune serait dérivé du mot latin puteus, puits.
Antoine Jullien, dans sa monographie de Poiseux (1910), propose une autre étymologie : de l’adjectif paludosum, marécageux, en référence aux berges marécageuses de la Nièvre.
La première occurrence du nom de la commune date de 1277 : Poëseux.

## Histoire
- La première mention connue du nom de la commune date de 1277 : Poëseux. À cette époque, elle compte plus de 250 habitants[15].
- 1605, 21 septembre : pèlerinage annuel des paroissiens à Saint-Vérain[15].
- 1719 : une sentence est rendue en faveur de Pierre Andras, chevalier, seigneur comte de Marcy, baron de Poiseux et autres terres, demeurant en son château de Poiseux, selon laquelle le curé de Poiseux est désormais tenu de donner au sieur Andras le premier dans son banc de l’eau bénite, à sa femme et ses enfans, sçavoir l’eau bénite par présentation du goupillon à chacun d’eux séparément, l’encens par trois fois au sieur Andras, par trois aussy à son épouse, et à leurs enfans chacun une fois les jours de festes solemnelles, et de les recommander nomément aux prières publiques de son prosne (...) à peine de saisie du temporel[17].
- 1731 : Charles de Lavenne, curé de la paroisse, dépose plainte contre plusieurs habitants pour menaces, violences, imputations calomnieuses[17].
- 1840 : abandon de l’ancien cimetière, qui entourait l’église et occupait une partie de la place.
- 1843 : construction du clocher-porche.
- 1876 : la grosse forge ferme ses portes.
- 1877 : construction de la ligne de chemin de fer de Clamecy à Nevers passant par Poiseux[15].
- 1892 : reconstruction du presbytère.
- En 1906[18], le nombre d'habitants de Poiseux, qui compte 159 maisons, s'élève à 600 individus. La commune compte un curé, un garde champêtre, un instituteur, un messager, un brigadier forestier et deux cantonniers. La profession la plus représentée est celle de journalier (43), suivie par les ouvriers d’usine (26), les domestiques (26), les agriculteurs (10), les fermiers (10) et les bergers (3). Les forges, où travaillent les ouvriers d’usine, emploient également un surveillant d’embauche, un commis de marine, un tourneur, un chauffeur, deux comptables. Il y a une petite dizaine de commerçants : trois boulangers, deux aubergistes, un cabaretier, un épicier, un garçon de café, un employé de commerce. Les artisans sont plus nombreux : quatre charrons, quatre maréchaux-ferrants, trois couturières, trois meuniers, deux bûcherons, deux tuiliers, deux charpentiers, deux charretiers, un sabotier, un voiturier, un charbonnier, un tailleur de pierre, un couvreur... La Compagnie des chemins de fer entretient sur place un chef de station, trois gardes-barrières et quatre poseurs[19]. Les châteaux emploient trois jardiniers, deux cuisinières, deux maîtres d’hôtel, deux cochers, deux valets de chambre, deux gardes particuliers, un régisseur, un instituteur, une institutrice, un basse-courier, un piqueur, une lingère... La commune compte également neuf retraités, deux propriétaires et un rentier. Au total, on relève à Poiseux cinquante-deux professions différentes. Il n’y a, selon le recensement de 1906, ni médecin ni notaire ni sage-femme dans la commune. Enfin, douze enfants de l’assistance et deux nourrissons sont placés dans des familles d’accueil du village.

### Curés
- 1548 : Jehan d’Avantoys ; 1552 : Philippe Bidaud ; 1590 : Jehan Gobain ; 1599 : Anthoine Duru ; 1612 : Jehan Joannin ; 1616 : Guillaume Delaproye ; 1644 : Gilbert Duboys ; 1660 : Pierre Ursin ; 1677 : Anthoine Pouillet ; 1680 : Claude Ursin ; 1684 : Étienne Flament ; 1719 : Étienne Quartier ; 1725 : Charles de Lavenne[17] ; 1745 : Joseph Givry ; 1775 : Félix Bouvet ; 1784 : Pierre Baudoin ; 1825 : Pierre-Guillaume-Martin Mercier[15] ; 1906 : Armand Enfert.

### Maîtres d’écoles
- 1669 : Claude Tuyard
- 1676 : François Mallet, recteur des escholles de Poyseulx[15]

### Seigneurs
- 1534 : Cyr d’Avantois[20] ;
- 1535 : Noël d’Avantois ;
- 1658 : Louis du Lys[15] ;
- 1692 : Samuel de Meun de la Ferté[15].

## Politique et administration
| Période                                  | Période  | Identité        | Étiquette | Qualité |
| ---------------------------------------- | -------- | --------------- | --------- | ------- |
| mars 2008                                | En cours | Jean-Louis Fity | SE        | Employé |
| Les données manquantes sont à compléter. |          |                 |           |         |

## Démographie
L'évolution du nombre d'habitants est connue à travers les recensements de la population effectués dans la commune depuis 1793. Pour les communes de moins de 10 000 habitants, une enquête de recensement portant sur toute la population est réalisée tous les cinq ans, les populations de référence des années intermédiaires étant quant à elles estimées par interpolation ou extrapolation. Pour la commune, le premier recensement exhaustif entrant dans le cadre du nouveau dispositif a été réalisé en 2008.

En 2022, la commune comptait 329 habitants, en évolution de −2,37 % par rapport à 2016 (Nièvre : −3,28 %, France hors Mayotte : +2,11 %).
| 1793 | 1800 | 1806 | 1821 | 1831 | 1836 | 1841 | 1846 | 1851 |
| ---- | ---- | ---- | ---- | ---- | ---- | ---- | ---- | ---- |
| 627  | 578  | 546  | 698  | 803  | 884  | 918  | 943  | 952  |

| 1856 | 1861 | 1866 | 1872 | 1876 | 1881 | 1886 | 1891 | 1896 |
| ---- | ---- | ---- | ---- | ---- | ---- | ---- | ---- | ---- |
| 919  | 913  | 847  | 812  | 792  | 729  | 749  | 698  | 696  |

| 1901 | 1906 | 1911 | 1921 | 1926 | 1931 | 1936 | 1946 | 1954 |
| ---- | ---- | ---- | ---- | ---- | ---- | ---- | ---- | ---- |
| 590  | 601  | 536  | 505  | 476  | 469  | 410  | 419  | 390  |

| 1962 | 1968 | 1975 | 1982 | 1990 | 1999 | 2006 | 2008 | 2013 |
| ---- | ---- | ---- | ---- | ---- | ---- | ---- | ---- | ---- |
| 416  | 349  | 343  | 340  | 324  | 304  | 328  | 335  | 340  |

| 2018 | 2022 | - | - | - | - | - | - | - |
| ---- | ---- | - | - | - | - | - | - | - |
| 331  | 329  | - | - | - | - | - | - | - |

## Culture et patrimoine

### Lieux et monuments
- Le château vieux, propriété privée.

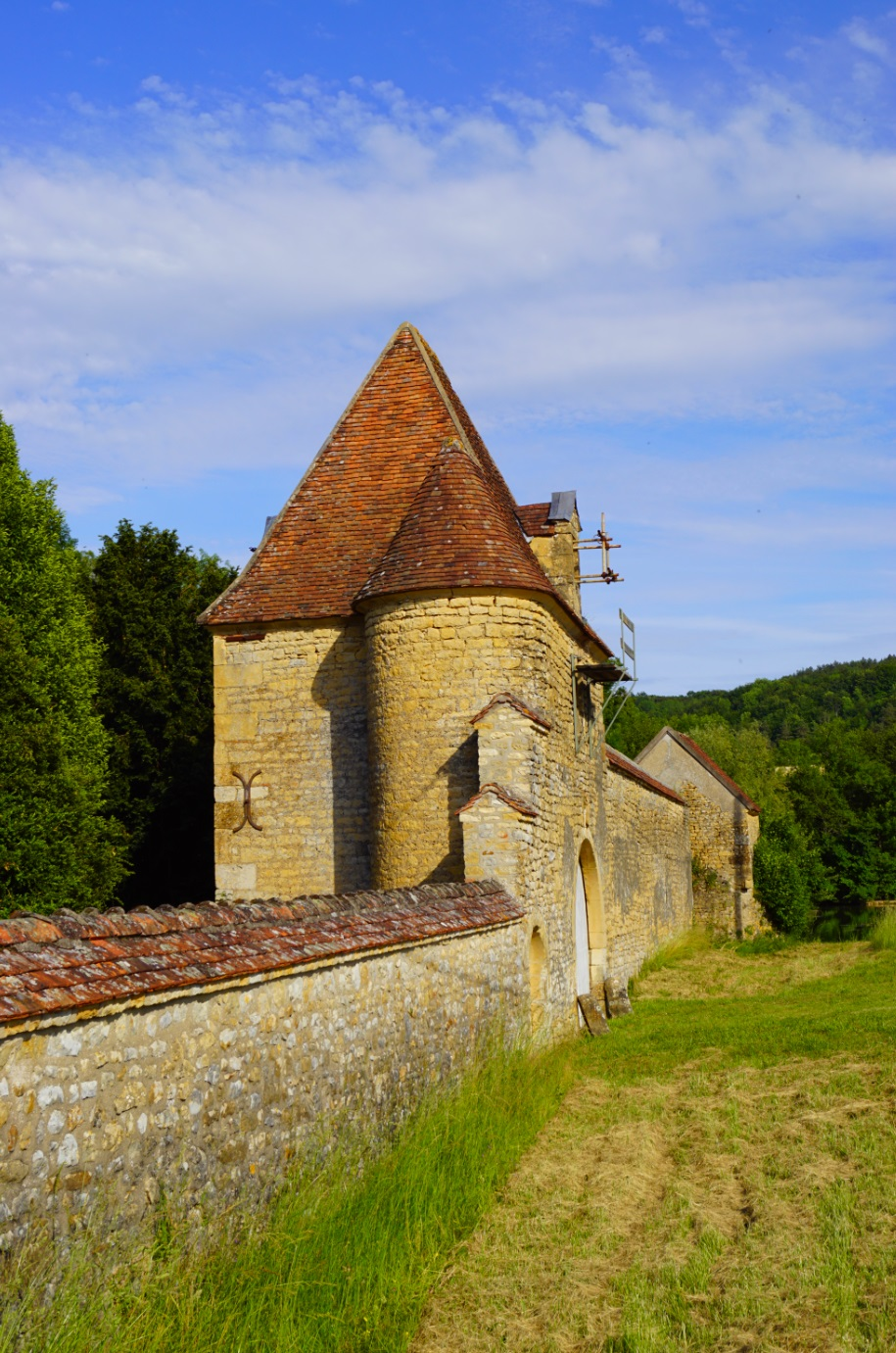
Le château de Poiseux (XVIe siècle).
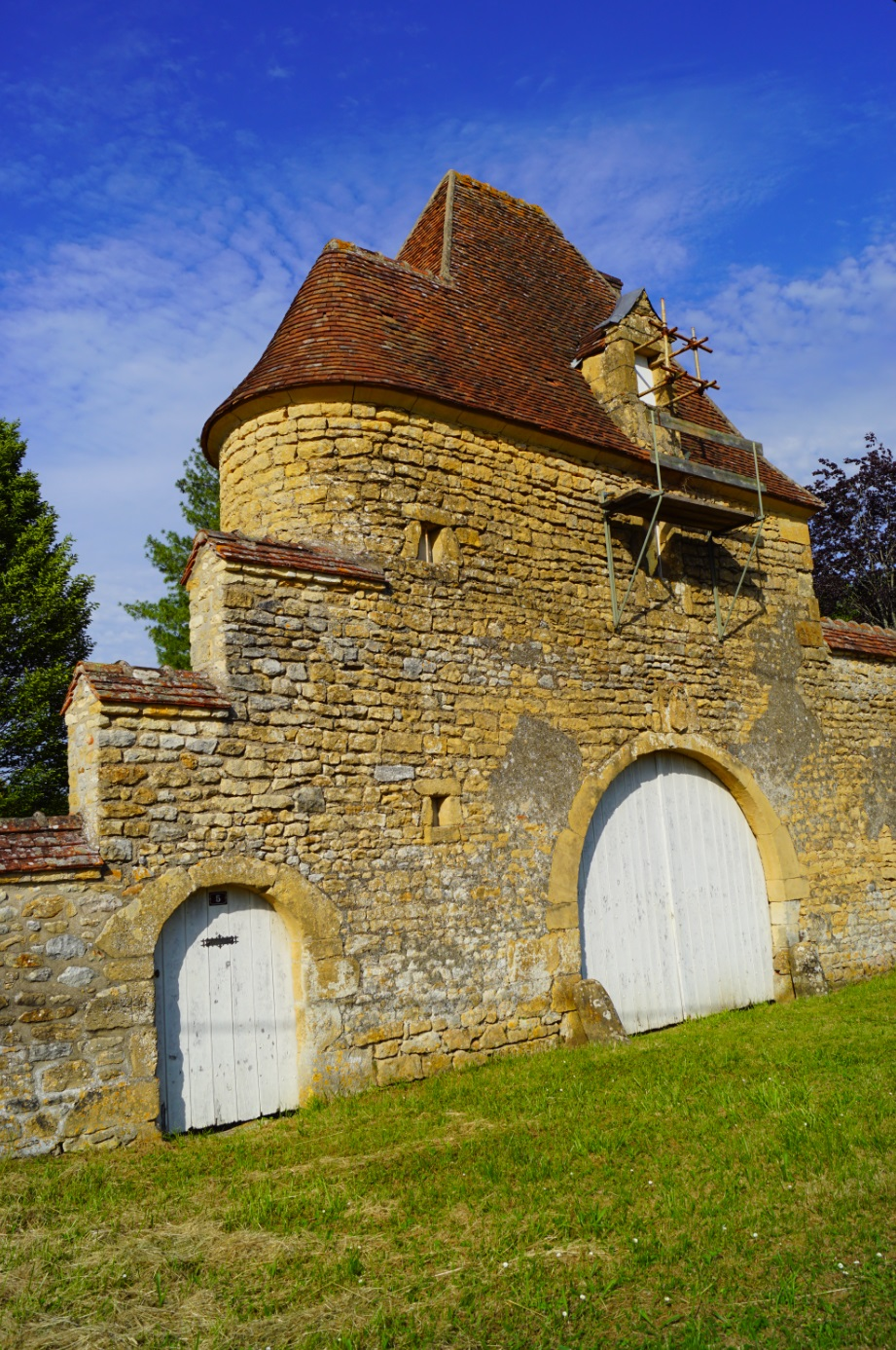
La poterne du château.
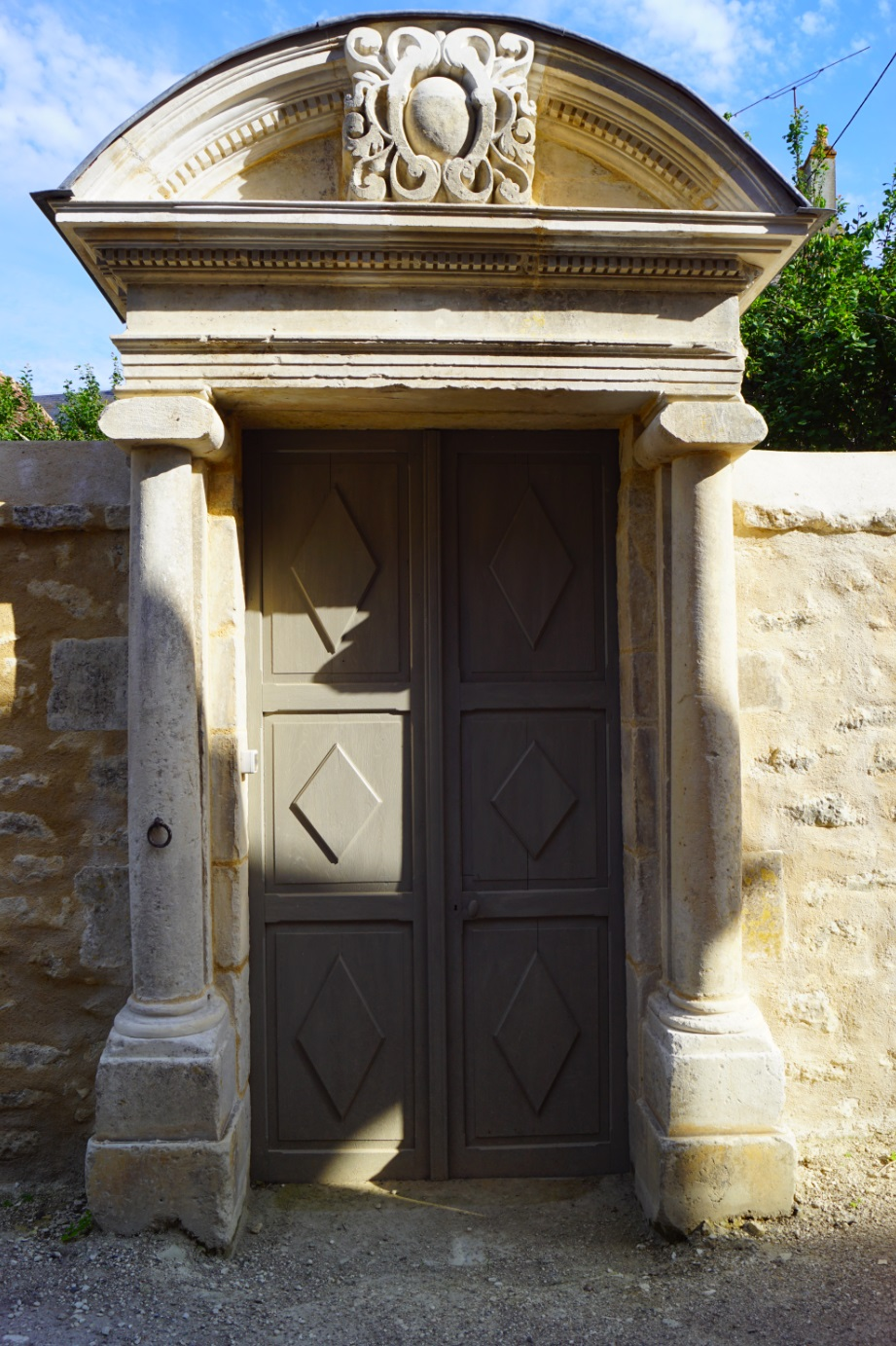
Porte de l'ancien presbytère.

- Le château neuf, propriété privée appartenant à la RATP et exploité par la fondation « les enfants du métro », sert de colonie de vacances pour les enfants du personnel de la RATP depuis 1931.
- Château de la Belouse

### Personnalités liées à la commune
- Abbé Nicolas Boon (1920-1981), curé de Poiseux de 1954 à 1969, auteur d'écrits spirituels, peintre et poète.
- Jacques Masson (1693-1741), seigneur de Guérigny, a possédé la forge de Poiseux.